# Дорога перемен
«Доро́га переме́н» (англ. Revolutionary Road) — американо-британский фильм 2008 года в жанре романтической драмы режиссёра Сэма Мендеса. Картина является экранизацией одноимённого романа Ричарда Йейтса. Главные роли в нём сыграли Леонардо Ди Каприо и Кейт Уинслет. Это второй фильм, где актёры снялись в главных ролях после картины «Титаник» 1997 года.
Картина была представлена в трёх категориях на 81-й церемонии вручения премии Американской академии «Оскар» («Лучший актёр второстепенной роли» — Майкл Шеннон, «Лучшие костюмы» — Альберт Вольски и «Лучшее художественное оформление» — Кристи Зиа), в четырёх на 62-й церемонии вручения наград Британской академии «BAFTA» («Лучшая актриса главной роли» — Кейт Уинслет, «Лучший адаптированный сценарий» — Джастин Хэйт, «Лучшие костюмы» — Альберт Вольски и «Лучшее художественное оформление» — Кристи Зиа), в четырёх на 66-й церемонии вручения премии Голливудской ассоциации иностранной прессы «Золотой глобус» («Лучшая драматическая картина», «Лучший актёр главной роли в драматической картине» — Леонардо Ди Каприо, «Лучшая актриса главной роли в драматической картине» — Кейт Уинслет и «Лучшая режиссура» — Сэм Мендес) и в одной на 15-й церемонии вручения премии Американской Гильдии киноактеров («Лучшая актриса главной роли» — Кейт Уинслет). Исполнительница главной женской роли Эйприл Уилер Кейт Уинслет получила награду «Золотой глобус» в категории «Лучшая актриса главной роли в драматической картине».

## Сюжет
В 1948 году Фрэнк Уиллер встречает Эйприл на вечеринке. Фрэнк работал портовым грузчиком, надеющимся стать в будущем кассиром. Эйприл намеревается стать актрисой. Со временем Фрэнк получает должность продавца в Knox Machines, и они с Эйприл женятся. Уилеры переезжают на Революционную дорогу, 115 в пригороде Коннектикута, когда Эйприл беременеет. Пара становится близкими друзьями со своим риелтором Хелен Гивингс и ее мужем Ховардом Гивингсом, а также с соседкой Милли Кэмпбелл и ее мужем Шепом. 
Для своих друзей Уилеры — идеальная пара, но за занавесом их отношения далеко не простые. Эйприл не удаётся построить карьеру в актерской деятельности, а Фрэнк ненавидит свою утомительную работу. На свой 30-й день рождения Фрэнк приглашает секретаршу на работу выпить с ним в баре. Она соглашается, сильно напивается, и в итоге они занимаются сексом. Тем временем Хелен спросила Эйприл, встретятся ли они с ее сыном Джоном, который находился в психиатрической больнице. Она считает, что молодая пара может помочь ее сыну в его состоянии. Эйприл соглашается. Эйприл хочет сменить обстановку и получить шанс поддержать семью, чтобы Фрэнк смог найти свою страсть, поэтому она предлагает им переехать в Париж, чтобы начать новую жизнь вдали от «безнадежной пустоты» и изменить их утомительный образ жизни. Фрэнк сначала отказывается от этой идеи, но затем передумывает. В течение следующих нескольких недель Уилеры рассказывают своим друзьям о своих планах жить в Париже, но единственный человек, который, кажется, понимает их решение, — это Джон. Когда пара готовится к переезду, они вынуждены пересмотреть свое решение. Фрэнку предлагают повышение, и Эйприл снова беременеет. Когда Фрэнк обнаруживает, что Эйприл подумывает об аборте, у пары возникает ссора, в которой Эйприл говорит, что у них родился второй ребенок, только для того, чтобы доказать, что первый ребенок не был «ошибкой». На следующий день Фрэнк получает повышение и пытается смириться со своей беспрецедентной жизнью. В конце вечера в джаз-баре с Кэмпбеллами Шеп и Эйприл остаются вдвоем. Она признается ему в своей депрессии из-за отмененных планов переезда в Париж и своей жизни в целом, и в конечном итоге они занимаются сексом в машине. Шеп заявляет о своей давней любви к Эйприл, но она отвергает его интерес.
На следующий день Фрэнк признается, что у него был роман, надеясь помириться с Эйприл. К его удивлению, Эйприл со спокойствием это принимает, и отвечает ему, что это не имеет значения, поскольку ее любовь к нему ушла, чему он не верит. Семья Гивингс приходит на ужин, и Фрэнк объявляет гостям, что их планы изменились, потому что Эйприл беременна. Джон критикует Фрэнка за то, что он разрушил надежду Эйприл, а также за то, что он принял обстоятельства. Возмущенный, Фрэнк чуть не нападает на Джона, и Гивингсы уходят. После этого Фрэнк и Эйприл ссорятся, и Эйприл убегает из дома.
Фрэнк проводит ночь в пьяном угаре. На следующее утро он потрясен, обнаружив Эйприл на кухне, спокойно готовящей завтрак. Фрэнк, не зная, как реагировать, ест с ней, а затем уходит на работу. Затем Эйприл идет в ванную, где за кадром делает себе аборт с помощью вакуумной аспирации. После этого она обнаруживает, что у нее кровотечение, и вызывает скорую помощь. Фрэнк прибывает в больницу обезумевшим, и Шеп утешает его. Эйприл умирает в больнице от потери крови. Провинившийся Фрэнк переезжает в город и начинает продавать компьютеры, воспитывая своих детей.

## В ролях
- Леонардо Ди Каприо — Фрэнк Уилер
- Кейт Уинслет — Эйприл Уилер
- Кэти Бэйтс — миссис Хелен Гивингс
- Майкл Шеннон — Джон Гивингс
- Ричард Истон — мистер Говард Гивингс
- Райан Симпкинс — Дженнифер Уилер
- Тай Симпкинс — Майкл Уилер
- Кэтрин Хан — Милли Кэмпбелл
- Дэвид Харбор — Шеп Кэмпбелл
- Дилан Бейкер — сотрудник кампании
- Зои Казан — Морин Грубе
- Джон Белманн — мистер Брейс
- Джей О. Сэндерс — Барт Поллок

## Награды и номинации
- 2008 — премия «Спутник» за лучшую мужскую роль второго плана (Майкл Шэннон), а также 4 номинации: лучший фильм — драма, лучшая мужская роль — драма (Леонардо Ди Каприо), лучший адаптированный сценарий (Джастин Хэйт), лучшая работа художника-постановщика (Кристи Зи, Дебра Шатт)
- 2009 — три номинации на премию «Оскар»: лучшая мужская роль второго плана (Майкл Шэннон), лучшая работа художника-постановщика (Кристи Зи, Дебра Шатт), лучший дизайн костюмов (Альберт Вольски)
- 2009 — премия «Золотой глобус» за лучшую женскую роль — драма (Кейт Уинслет), а также 3 номинации: лучший фильм — драма, лучший режиссёр (Сэм Мендес), лучшая мужская роль — драма (Леонардо Ди Каприо)
- 2009 — 4 номинации на премию BAFTA: лучшая женская роль (Кейт Уинслет), лучший адаптированный сценарий (Джастин Хэйт), лучшая работа художника-постановщика (Кристи Зи, Дебра Шатт), лучший дизайн костюмов (Альберт Вольски)
- 2009 — номинация на премию Гильдии киноактёров США за лучшую женскую роль (Кейт Уинслет)
- 2010 — номинация на премию «Бодил» за лучший американский фильм (Сэм Мендес)

## Критика
На сайте-агрегаторе Rotten Tomatoes фильм имеет рейтинг 67 % на основании 214 отзывов. На сайте Кинопоиск фильм имеет рейтинг 7.5 из 10 на основании 86 тысяч отзывов.
Рекс Рид из The New York Observer положительно отозвался о фильме, заявив: «глубокая, умная и глубоко проникновенная работа, которая поднимает планку кинопроизводства до волнующего уровня». В статье для San Francisco Chronicle Мик ЛаСалль сказал: «Это фильм, который можно и нужно смотреть более одного раза. Посмотрите один раз её глазами, а затем его глазами. Это работает во всех отношениях». Оуэн Глейберман из Entertainment Weekly поставил оценку «B+» и прокомментировал: «Кто-то может сказать, что фильм слишком мрачный, но я бы предположил, что у него есть другое ограничение. Несмотря на все его сокрушительные внутренние разногласия, в нем есть что-то отдаленное и эстетизированное».
Роджер Эберт из Chicago Sun-Times дал «Дороге перемен» максимальную оценку в четыре звезды, высоко оценив игру и сценарий и назвав фильм «настолько хорошим, что он разрушительный». О Леонардо ДиКаприо и Кейт Уинслет он сказал: «Они настолько хороши, что перестают быть актерами и становятся людьми, среди которых я вырос». 
Питер Трэверс из Rolling Stone назвал фильм «сырым и захватывающим» и прокомментировал: «Фильм, снятый с необычайным мастерством Сэмом Мендесом, который согревает холод в верном Йейтсу сценарии Джастина Хейта, представляет собой трудный путь, по которому стоит пройти. ... ДиКаприо находится в пиковой форме, принося слои скрытых эмоций побежденному человеку. И славная Уинслет определяет то, что делает актрису великой, яркая приверженность персонажу и диапазон, позволяющий почувствовать каждый нюанс».
Дэвид Ансен из Newsweek высказал мнение, что он «безупречно смонтирован - возможно, даже слишком. Мендес обладает врожденным театральным стилем: все выходит за пределы экрана немного больше и смелее, чем жизнь. Вместо того, чтобы потерять себя в этой истории я часто чувствовал себя со стороны, глядя внутрь, оценивая мастерство, но в одном шаге от демонстрируемой агонии. «Дорога перемен» впечатляет, но это похоже на классику, заключенную в янтарь». 
Кирк Ханикатт из The Hollywood Reporter охарактеризовал фильм как «поучительную, эмоционально преувеличенную критику бездушных пригородов» и подумал, что это повторение «Красоты по-американски». Он написал: «Еще раз пригород — это хорошо обитый кошмар, а его обитатели невежественны, за исключением одного отчужденного мужчины. Все смело показано публике, от архаичных стилей игры до подмигивания, кивка в его дизайне. Действительно его актеры разыгрывают подтекст с такой яростью, что текст практически исчезает. Тонкость не является одной из сильных сторон Мендеса».